# Йоффе, Авраам
Авраам Йоффе (25 октября 1913, Явнеэль, Северный округ — 11 апреля 1983, Израиль) — израильский генерал, герой Шестидневной войны. Депутат кнессета 8-го созыва от партии «Ликуд».

## Биография
Родился 25 октября 1913 года в Явнеэле, Османская империя (ныне Израиль), в семье фермера Хаима Йоффе и его жены Мириам, в семье было четверо детей. В ранние годы Авраам Йоффе посещал сельскохозяйственную школу Микве Исраэль.

### Военная карьера
В 16 лет Йоффе вступил в Хагану. В 1936 году он присоединился к Специальным ночным отрядам, объединённому британско-еврейскому подразделению по борьбе с арабскими повстанцами под руководством Чарльза Уингейта. Йоффе служил командиром отделения в одном из отрядов, исполняя обязанности заместителя лейтенанта Майкла Гроува.
Во время Второй мировой войны он служил капитаном в британской артиллерии с 1940 по 1944 год.
Во время войны 1948 года он был командиром батальона в бригаде Голани. 12 мая его батальон захватил Бейсан во время операции «Гидеон».
Во время Суэцкого кризиса он командовал 9-й бригадой ЦАХАЛа. С 1957 по 1958 год Йоффе возглавлял учебный отдел и был командиром офицерской школы. В 1958 году он был назначен командующим Южным командованием, а в 1962 году перешел в Северное командование. Йоффе вышел в отставку в 1964 году, но был вновь призван на службу во время Шестидневной войны.
В ходе Шестидневной войны Йоффе командовал дивизией на египетском фронте во время наступления через Синайский полуостров, и, в частности, через Вади-Харудин, район, который считался непроходимым для израильских танков.
Авраам Йоффе и его четыре бригады на египетском фронте избегали любых районов сосредоточения тяжелых сил противника и двигались вперед между ними; фактически они пересекали местность, которая была неохраняемой, потому что египтяне считали, что танки не могут двигаться по дюнам. Затем элитная танковая дивизия генерала Израиля Таля и дивизия генерала Ариэля Шарона последовали за ними, загоняя египтян в смертельную ловушку, которая уничтожила треть их армии, находившейся на Синае. После этого Йоффе должен был атаковать египтян с фланга и заставить их отступить к перевалу Митла, где Шарон и Таль уничтожат их.
Уже в течение первых четырёх дней войны этот план преуспел сверх всяких ожиданий. В ходе первого дня боев, войска Таля достигли Эль-Ариша, дивизия Шарона одержала верх в наиболее важном столкновении на северном Синае в битве при Абу-Агейле, а дивизия Йоффе продвинулась вперед и захватила перекрёсток Бир-Лафан. К концу первого дня часть дивизии Таля направилась на север, в Сектор Газа, и к 7 июня армия обороны Израиля захватила город Газа.
На четвёртый день войны, 8 июня 1967 года, египетские войска потерпели полное поражение. Часть дивизии генерала Таля захватила Кантару на берегу Суэцкого канала и продолжила движение на юг вдоль канала, чтобы соединиться с основными силами дивизии, которая продолжила путь от Бир-Гифгафы до Суэцкого канала. К югу от них генерал Йоффе с главными силами своей дивизии также продолжил двигаться к каналу по двум маршрутам через Синайский полуостров, в то время как остальные силы его дивизии направились к Рас-Сидру на берегу Суэцкого залива. Оттуда отряд продолжил путь на юг вдоль Суэцкого залива и достиг Абу-Зенимы, где встретился с десантниками, прибывшими из Эт-Тура.

### Дальнейшая жизнь
Йоффе был одним из основателей движения «За неделимый Израиль», а когда эта организация присоединилась к партии «Ликуд», он был избран в кнессет 8-го созыва по списку «Ликуда» (в 1973 году). В кнессете Йоффе был членом комиссии по иностранным делам и обороне и финансовой комиссии. Полномочия Йоффе в кнессете истекли в 1977 году.
Генерал Йоффе сыграл важную роль в обнаружении письма Бар-Кохбы в пещере в Иудейской пустыне. Он участвовал в археологических исследованиях вместе с археологом и военным Игаэлем Ядином в пещере, ранее разграбленной бедуинами и ранее исследованной другой археологической группой. Йоффе предложил использовать передовую военную технику, что привело к обнаружению артефактов. Эта находка является одной из наиболее важных для изучения восстания Бар-Кохбы против римлян.